# 维什内韦 (克拉斯诺赫拉德市镇)
49°26′5″N 35°24′18″E / 49.43472°N 35.40500°E
維什內韋（烏克蘭語：Вишневе）是位於烏克蘭東部的村莊，由哈爾科夫州别列斯京区的克拉斯諾赫拉德市鎮負責管轄。該村始建於1920年，面積1.56平方公里，海拔高度143米，2001年人口175，人口密度每平方公里112.5人。